# Khalil Makkawi
Khalil Makkawi (* 15. Januar 1930 in Beirut) ist ein ehemaliger libanesischer Diplomat.

## Leben
Khalil Makkawi ist der Sohn von Rosa Makkawi und Abdel Basset Makkawi. Er heiratete 1958 Zahira Sibaei, sie haben eine Tochter und einen Sohn. Er studierte an der Amerikanischen Universität Beirut, der Universität Kairo und der Columbia University in New York. 1957 trat er in den auswärtigen Dienst. Von 1957 bis 1959 wurde er in der Abteilung Vereinte Nationen beschäftigt. Von 1961 bis 1964 war er Stellvertreter des Leiters der Mission beim UN-Hauptquartier. Von 1964 bis 1967 war er Gesandtschaftssekretär erster Klasse in Washington, D.C. Von 1971 bis 1973 war er Ministre plénipotentiaire in London. Von 14. September 1973 bis 24. Oktober 1978 war er Botschafter in Berlin. Von 24. Oktober 1978 bis 1983 war er Ambassador to the Court of St James’s. Von 1979 bis 1983 war er Botschafter in Dublin. 1983 war er Botschafter in Rom. Von 1983 bis 1985 leitete er die Abteilung Politik im Außenministerium.
Von 1990 bis 1994 war leitete er die Mission beim UN-Hauptquartier. Während der 46. Sitzungsperiode der Generalversammlung der Vereinten Nationen war er Vize-Präsident. 1995 war er Vorsitzender der UNICEF. Mitte Oktober 2005 rief die Regierung von Fuad Siniora das Lebanese Palestinian Dialogue Committee ins Leben, welchem Khalil Makkawi vom Oktober 2005 bis Dezember 2009 vorsaß. 2009 war er Direktor des Aufsichtsrates der Amerikanischen Universität Beirut.